# Dänisches Plakatmuseum
Das Dänische Plakatmuseum (dänisch Det Danske Plakatmuseum) ist ein Museum in Århus in Dänemark. Es befindet sich in der Vesterbrogade 38A im Freilichtmuseum Den Gamle By (Die alte Stadt) im Ortszentrum. Es ist das einzige Museum in Dänemark, das ausschließlich Plakaten und der Plakatkunst gewidmet ist. Die Plakatsammlung umfasst zurzeit (2024) etwa 200.000 Exemplare und gilt damit weltweit als die größte ihrer Art. Das älteste Plakat stammt aus dem Jahr 1880 und das Museum besitzt Plakate aus 126 Ländern. Es wurde 1981 von Peder Stougaard gegründet.

## Die Rolle des Plakats in den 1960er und 1970er Jahren
Das Plakat erlebte in den 1960er Jahren eine Blütezeit, als die Jugend der westlichen Welt insbesondere durch den Vietnamkrieg politisch aufwachte und mit Protestplakaten als eine der Waffen gegen diesen Krieg, gegen Geschlechterrollen, Umweltverschmutzung und kapitalistische Ausbeutung kämpfte. Die Straße war neben den Hörsälen die Szene für die politischen Auseinandersetzungen.
Ein Vorstandsmitglied des Plakatmuseums ist seit 1993 der bildende Künstler Thomas Kruse. Er gestaltete in den 1970er Jahren als Mitglied der Grafikgruppe im Künstlerkollektiv Røde Mor selbst Plakate und beschreibt die damalige Zeit folgendermaßen:

„I 60’erne og 70’erne var der disse stærke græsrodsbevægelser – fra hippierne til det militante miljø omkring Blekingestræde med Blekingebanden i København. Folk, der havde nyheder, men ikke adgang til medierne, udviklede deres eget sprog. Plakaten var et af deres udtryksmidler. Gaden blev deres kontaktforum. Plakaten var et uundværligt kommunikationsmiddel. Det var en slags informationsmedie, som vi aldrig vil få igen i dag på grund af internettet og mobiltelefoner og så videre. Den var vigtig for folk, der ikke havde noget talerør, og den var vigtig som kommunikationsform og kulturformidler. Det var også med til at give folk en identitet. Plakaten og græsrodsbevægelserne gav folk nogle modbilleder til den borgerlige kunst, refererede til slumstrejkerne og kvindebevægelsen og viste behovet for solidaritet, kærlighed og fællesskab.“

„In den 60er und 70er Jahren gab es diese mächtigen Graswurzelbewegungen – von den Hippies bis hin zum militanten Milieu rund um die Blekingegade (Blekingestraße) mit der Blekingegadebanden (Bande aus der Blekingestraße) in Kopenhagen. Unter den Menschen, die Neuigkeiten mitzuteilen hatten, aber keinen Zugang zu den Medien, entstand eine eigene Sprache. Das Plakat war eines ihrer Ausdrucksmittel. Die Straße wurde zu ihrem Kontaktforum. Das Plakat war ein unverzichtbares Kommunikationsmittel. Es war eine Art Informationsmedium, das wir heute wegen Internet und Handy und so weiter nie wieder bekommen werden. Es war wichtig für Leute, die kein Sprachrohr hatten, und wichtig als Kommunikationsform und Kulturvermittler. Es half auch, den Menschen eine Identität zu geben. Das Plakat und die Graswurzelbewegungen gaben den Menschen einige Gegenbilder zur bürgerlichen Kunst, verwiesen auf Slumstürmer und Frauenbewegung und zeigten die Notwendigkeit von Solidarität, Liebe und Gemeinschaft auf.“

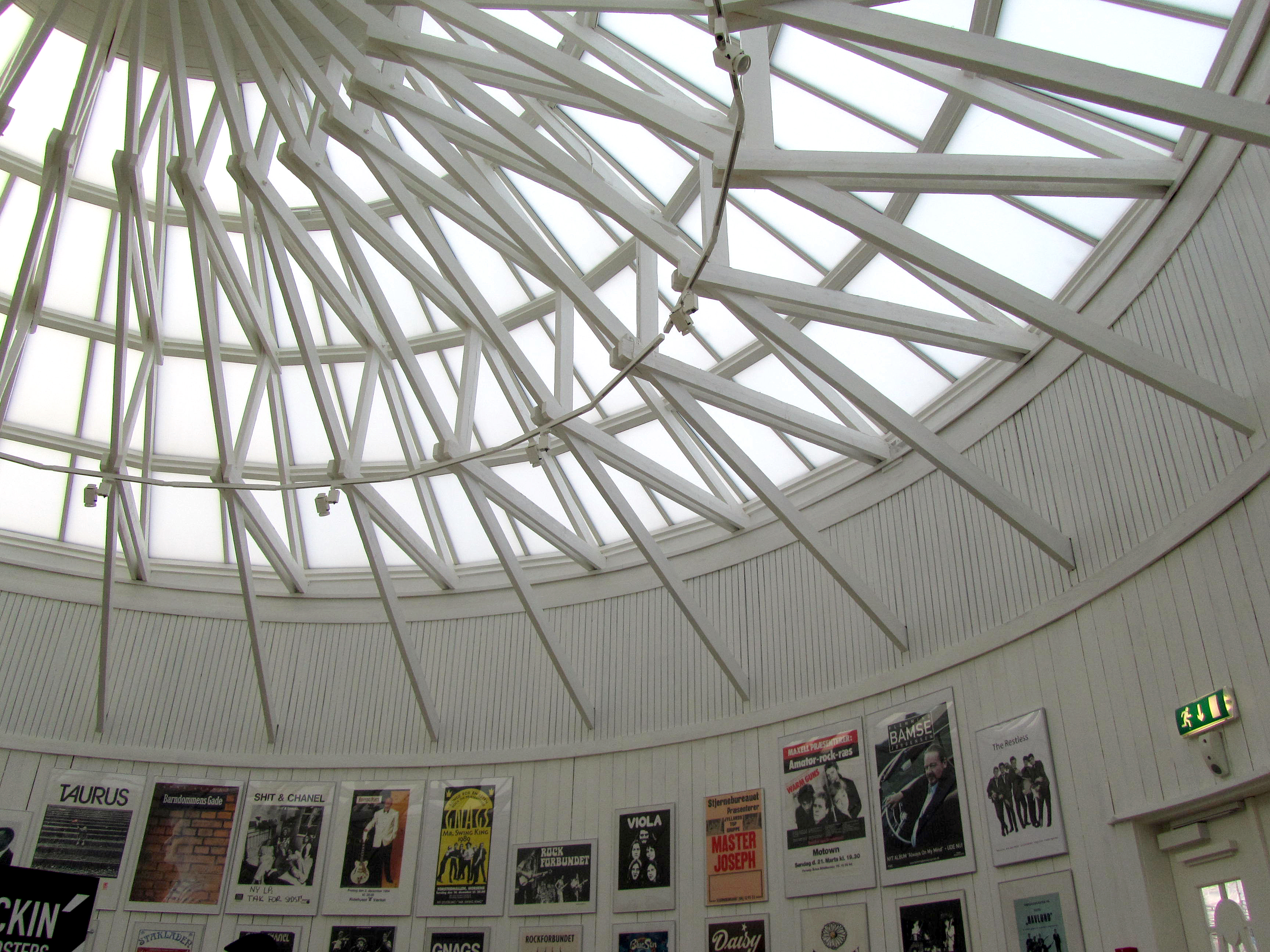
Den Eingang zum Plakatmuseum bildet der wiedererrichtete Pavillon der Landesausstellung von 1909

## Geschichte
Die Initiative für die Gründung des Plakatmuseums ging von Peder Stougaard (* 1946 in Skive) aus. Er wurde von seiner ledigen Mutter in ein Waisenhaus weggegeben, in dem er die ersten 14 Jahre seines Lebens verbrachte. Danach machte er eine Ausbildung zum Koch. 1968 ging er an die Kunsthochschule in Holbæk (dänisch: Kunsthøjskolen i Holbæk) und studierte anschließend in den Jahren 1969 bis 1972 an der Kunstakademie in Århus. Sein Markenzeichen war der menschliche Kopf als Ausdrucksform. Seine charakteristischen Köpfe haben sich nach und nach zu einer fast ikonischen Marke entwickelt. Er hatte zahlreiche Ausstellungen im In- und Ausland und erhielt mehrere Auszeichnungen für seine Arbeiten.
Peder Stougaard hatte seit Anfang der 1970er Jahre alle Arten von Plakaten von Künstlern, Reisebüros, Theatern, Werbeagenturen und politischen Organisationen gesammelt und war davon überzeugt, dass die Sammlung die Grundlage für ein echtes Museum werden könnte. 1970 bezog Peder Stougaard eine Wohnung in der Knudrisgade in Århus. In der Nähe dieser Unterkunft befand sich ein stillgelegter Laden, eine ehemalige Bäckerei, und hier beschloss der angehende junge Künstler, eine kleine Galerie zu eröffnen, die „Galleri Øst“. Auf Vorschlag eines Bekannten organisierte er in dieser Galerie eine Ausstellung mit polnischen Plakaten. Er sagt selbst, dass er damals keine Ahnung von polnischen Plakaten und ihrer Bedeutung hatte. Aber er habe die polnische Botschaft kontaktiert und viele schöne Poster bekommen und am Ende erfolgreich eine große Ausstellung gemacht. Ostblockländer waren damals das Mekka der Plakatkunst. Die Propagandatradition in den sozialistischen Ländern war stark, und die Staaten unterstützten und bildeten die lokalen Künstler aus, die ein sehr hohes handwerkliches Niveau hatten. Aber auch auf der kreativen Seite hatten die osteuropäischen Künstler die Nase vorn, denn aus der Zensur, der sie unterworfen waren, erwuchs eine raffinierte Bildsprache, die zur Inspirationsquelle für Plakatkünstler in aller Welt wurde. Die Besonderheit dieser Plakate kam beim Publikum gut an und so organisierte Stougaard ein halbes Jahr später eine Ausstellung mit sowjetischen Plakaten über den Ersten Mai, die wieder ein Erfolg wurde.
In der Galerie gab es ein Schaufenster, in dem die Leute Plakate über die Ereignisse in Århus aufhängen durften. Als die Bekanntmachungen veraltet waren, nahm Peder Stougaard sie herunter und lagerte sie ein. „Da jeg ikke kan lide at smide ting væk, blev de sat på en hylde. Og fordi jeg også er et ordensmenneske, begyndte jeg at sortere plakaterne. En bunke med kunstplakater og en med blandede plakater. Og et år senere havde jeg fire bunker. Det var der, min private samling begyndte.“ (deutsch: „Da ich Dinge nicht gerne wegwerfe, wurden sie in einem Regal abgelegt. Und da ich auch ein Ordnungsmensch bin, habe ich angefangen, die Plakate zu sortieren. Ein Stapel mit Kunstplakaten und einer mit gemischten Plakaten. Und ein Jahr später hatte ich vier Häufchen. Dort begann meine Privatsammlung.“) Im Jahr 1981 gründete er in seiner „Galleri Øst“ das Dänische Plakatmuseum mit – zu der Zeit – etwa 60.000 Plakaten. Sein Wunsch war ein eigenes Gebäude für das Museum.
Stougaard rang viele Jahre mit den Behörden um die Finanzierung eines Museums, aber schließlich überzeugte er die Gemeinde Århus, dass ein Museum gegründet werden sollte. Dies geschah 1993 und Stougaard wurde Direktor des Museums. In den ersten Jahren war das Museum im Kunsthaus von Århus untergebracht, 2006 kam es in die Archivräume der Bibliothek von Åby. Auch das konnte keine Dauerlösung sein, die dem ständig wachsenden Bestand und dem öffentlichen Interesse gerecht würde. Deshalb beschloss der Stadtrat noch 2006, das Plakatmuseum in Den Gamle By in einem Neubau unterzubringen. Dieses neue von C. F. Møller Architekts entworfene Gebäude wurde ab Anfang 2008 gebaut und am 1. November 2009 nach einem Festakt für die Öffentlichkeit geöffnet. Im September 2012 wurde Elsebeth Aasted Schanz als Peder Stougaards Nachfolgerin zur Museumsdirektorin ernannt, nachdem sie mehrere Jahre an seiner Seite gearbeitet hatte.

## Museumsgebäude

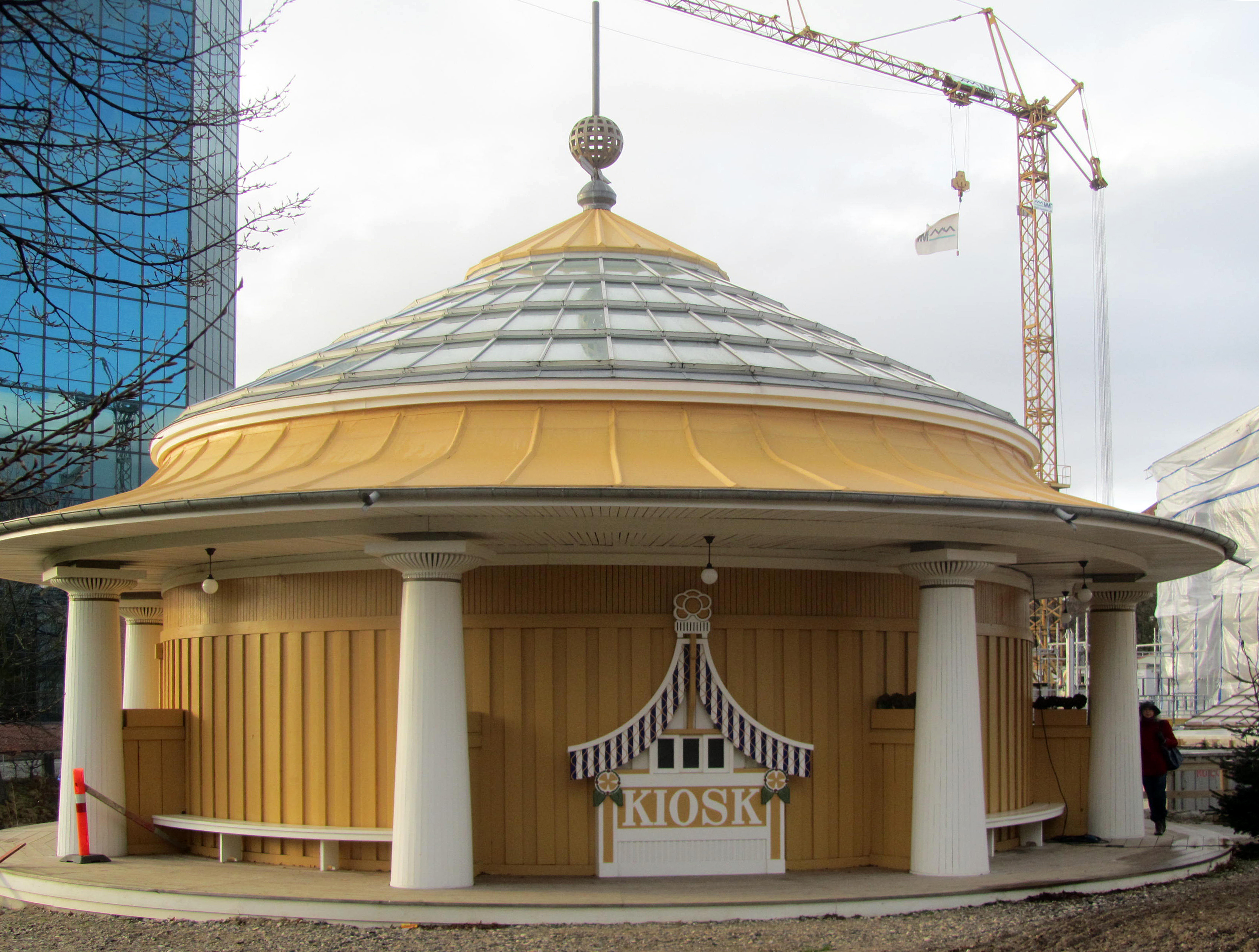
Der Pavillon der Landesausstellung von 1909 in Århus als Foyer des Plakatmuseums

Das Plakatmuseum umfasst 800 m² Ausstellungsfläche. Sie ist aufgeteilt auf das Museumsgebäude und einen denkmalgeschützten historischen Pavillon, der 1909 vom dänischen Architekten Anton Rosen für die Landesausstellung in Århus geschaffen worden war und der im Zuge des Neubaus rekonstruiert wurde. Das neue Gebäude, eingeweiht am 31. Oktober 2009, hat ein funktionales Design. Ein Teil der Ausstellungsräume verfügt über teilweise verglaste Dächer, die Tageslicht ermöglichen. Die Räume haben verputzte helle Wände und weiße Decken und sind so gestaltet, dass sie eine Vielzahl von Exponaten aufnehmen können. Im Erdgeschoss werden wechselnde Plakatausstellungen mit Arbeiten von dänischen und ausländischen Künstlern präsentiert und im ersten Stock wird eine Dauerausstellung der dänischen Plakatklassiker gezeigt.

## Ausstellung
Die Sammlung ist breit aufgestellt und deckt alle Arten von Plakaten ab, von kommerzieller Werbung über politische, rein informative und künstlerische Plakate bis hin zu Wandkunst. Die „Udstillingshallen“ (Ausstellungshalle) zeigt eine Sammlung klassischer dänischer Plakate aus dem 19. und 20. Jahrhundert mit jährlich 6 bis 8 Sonderausstellungen zu jeweils einem bestimmten Thema wie „Der Zweite Weltkrieg“, „Der Kalte Krieg“ oder „Die Hippiebewegung“. Zu den dauerhaft präsentierten dänischen Künstlern gehören Henry Heerup, Aage Sikker Hansen (1897–1955), Bjørn Wiinblad und auch das Polit-Künstlerkollektiv Røde Mor. Der überwiegende Teil der Sammlung des Museums ist aus Platz- und Schutz-Gründen eingelagert; im zu besichtigenden Teil werden jedes Jahr mehrere Sonderausstellungen gezeigt. Größere Plakat-Ausstellungen der letzten Jahre waren Henry Heerup, dänischen Städten, der deutschen Besetzung Dänemarks, dem Zirkus, chinesischen Plakaten, Hans Christian Andersen und – 2018 – Thomas Kruse gewidmet.